# چارلی باتلر
چارلی باتلر (انگلیسی: Charlie Butler؛ ۱۰ اکتبر ۱۸۹۷ – September 1963 (aged 65)) بازیکن فوتبال اهل بریتانیا بود.
از باشگاه‌هایی که در آن بازی کرده‌است می‌توان به باشگاه فوتبال گرایس اتلتیک، باشگاه فوتبال گیلینگام، باشگاه فوتبال منچستر یونایتد، و باشگاه فوتبال برنتفورد اشاره کرد.
وی همچنین در تیم ملی فوتبال England Schoolboys بازی کرده‌است.